# Chorzewo

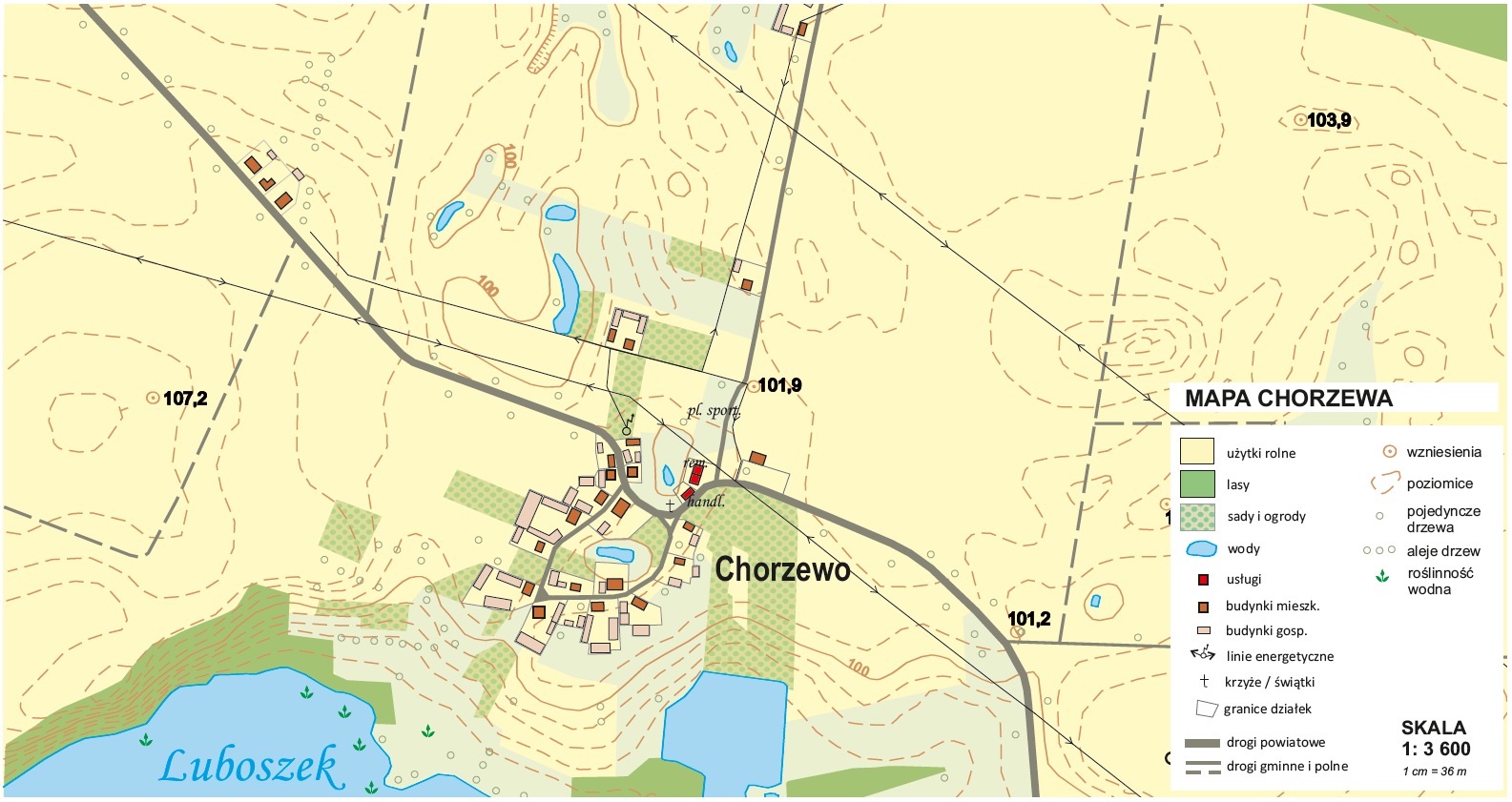
Plan Chorzewa

Chorzewo (pol. hist.„Charzewo" ) – wieś sołecka w zachodniej Polsce położona w województwie wielkopolskim, w powiecie międzychodzkim, we wschodniej części gminy Kwilcz, nad północnym brzegiem jeziora Luboszek.
W skład sołectwa wchodzi też niewielka wieś o rozproszonej zabudowie - Karolewice, położone przy drodze krajowej nr 24.

## Historia
Miejscowość pierwotnie związana była z Wielkopolską. Ma metrykę średniowieczną i istnieje co najmniej od XV wieku. Wymieniona po raz pierwszy w dokumencie zapisanym po łacinie w 1423 jako „Charzewo" .
Miejscowość wspominały historyczne dokumenty prawne, własnościowe i podatkowe. W 1423 w dokumentach procesowych wymieniony został opatrzny Maciek występujący w imieniu swej żony Małgorzaty, mieszczanin z Lwówka, który był w sporze ze szlachcicem Piotrem oraz jego matką o 10 grzywien groszy praskich zobowiązania na Chorzewie, 5 grzywien wiana i 5 grzywien za wyprawkę - szaty. W 1435 Niemierza i Sędziwój bracia niedzieni z Grodziska zapisują matce Annie 200 grzywien groszy posagu i wiana na wsi Chorzewo. W 1465 miejscowość była wsią szlachecką i leżała w powiecie poznańskim Korony Królestwa Polskiego. W tym roku Jan tenutariusz w Międzychodzie sprzedaje za 2000 grzywien Dobrogostowi z Lwówka wsie Lubosz i Chorzewo oraz Uścięcino, Wilcze Ostrowy i Obryciec. W 1473 Dobrogost z Ostroroga kasztelan gnieźnieński ma zapłacić karę Mikołajowi z Mosczonej z miasta Lwówek oraz wsi, w tym m.in. z Chorzewa. W 1499 wieś znalazła się w wykazie miejscowości z zaległościami podatkowymi. W 1497 Dobrogost Ostroróg z Lwówka zapisał żonie Dorocie posag i wiano m.in. na Chrzewie .
W 1508 odnotowano pobór wiardunków wojennych od 14 łanów, oraz 6 groszy z karczmy. W 1510 wieś leżała w parafii Lubosz, była wsią należącą do panów Ostrorogów z Lwówka. Liczyła 16 łanów powierzchni i należały do niej wszystkie osiedla, karczma, dwóch zagrodników osiadłych oraz kolejnych dwóch opuszczonych. W 1538 Stanisław Ostroróg wymieniony w podziale dóbr Lwówek, w którym otrzymał m.in. Chorzewo. W 1563 miejscowość miała 10 łanów osiadłych i opustoszałych. Odnotowano także  karczmę. W 1577 płatnikiem poboru ze wsi była Zofia z Tęczyńskich Ostrorogowa, kasztelanowa międzyrzecka z Ostroroga .
Wieś szlachecka Chorzewo położona była w 1580 roku w powiecie poznańskim województwa poznańskiego w Rzeczypospolitej Obojga Narodów. Należała wówczas do Jana Strzeleckiego. Odnotowano 4,5 łana, jeden zagrodnik, 3 łany opuszczone., 30 owiec oraz pasterz.
Po rozbiorach Polski miejscowość znalazła się w zaborze pruskim. W okresie Wielkiego Księstwa Poznańskiego (1815–1848) miejscowość należała do wsi większych w ówczesnym pruskim powiecie Międzyrzecz w rejencji poznańskiej. Chorzewo należało do okręgu kwileckiego tego powiatu i stanowiło część majątku Lubosz, którego właścicielem był wówczas Daniel Barth. Według spisu urzędowego z 1837 roku wieś liczyła 166 mieszkańców, którzy zamieszkiwali 18 dymów (domostw).
Jest to jedna z niewielu zachowanych wsi w Polsce, prezentujących czystą formę okolnicy.
W latach 1975–1998 miejscowość administracyjnie należała do województwa poznańskiego.